# Manulea calciphila
Manulea calciphila är en flenörtsväxtart som beskrevs av O.M. Hilliard. Manulea calciphila ingår i släktet Manulea och familjen flenörtsväxter. Inga underarter finns listade i Catalogue of Life.